# 倉敷市立菅生小学校
倉敷市立菅生小学校（くらしきしりつ すごうしょうがっこう）は、岡山県倉敷市西坂にある市立小学校。

## 沿革
《出典：》
- 1873年（明治6年） - 日進小学校を子位庄村に、明治小学校を西阪村に、興文小学校を生坂村に設置。
- 1875年（明治8年） - 明治小学校を明徳小学校と改称。
- 1880年（明治13年）3月 - 日進・明徳・興文の3小学校を合併して、生坂小学校を生坂村八幡に設立。
- 1890年（明治23年） - 菅生尋常小学校と改称し、菅生村西坂（現在地）に移転。
- 1891年（明治24年）6月 - 校舎新築。
- 1907年（明治40年）4月 - 菅生尋常高等学校となる。
- 1908年（明治41年）- 義務教育6年制により、菅生尋常小学校と改称。
- 1912年（明治45年）4月 - 高等科を併置し、菅生尋常高等小学校と改称。
- 1941年（昭和16年）4月 - 菅生国民学校と改称。
- 1947年（昭和22年）4月 - 学制改革により、菅生村立菅生小学校と改称。
- 1951年（昭和26年）3月28日 - 菅生村の倉敷市編入により、倉敷市立菅生小学校と改称。
- 1990年（平成2年） - 100周年記念植樹[注釈 1]。

## 出身者
- 荒木絵里香（バレーボール選手）[3]

## 学区が隣接している学校
- 倉敷市立庄小学校
- 倉敷市立中庄小学校
- 倉敷市立万寿小学校
- 倉敷市立中洲小学校
- 総社市立清音小学校
- 総社市立山手小学校